# کاپوئرا
کاپوئرا (به پرتغالی: Capoeira) یک هنر رزمی برزیلی است که عناصری از رقص، آکروبات و موسیقی را ترکیب کرده و گاهی به عنوان یک بازی شناخته می‌شود.

## ویژگی‌های فنی
این هنر رزمی با مانورهای سریع و پیچیده و چرخش‌های آن شناخته شده که عمدتاً با استفاده از قدرت، سرعت، و اهرم‌های مراکز ثقل بدن ضربات و تکنیک‌ها را اجرا می‌کند.
به نوشتۀ علی حق‌شناس در دانشنامۀ هنرهای رزمی، این هنر رزمی به لحاظ تاریخی بر روی مبارزه متمرکز است، زمانی که تعداد مهاجمان زیاد باشد یا از نظر فنی مدافع در یک نقطه‌ضعف قرار داشته باشد. این سبک بر استفاده از پایین‌تنه برای اجرای ضربات پا، زیرپا کشی و به زمین انداختن مهاجمان، استفاده از بالاتنه برای کمک به دفاع و گاهی اوقات حمله نیز تأکید دارد.
در گذشته، دور بازیکنان حلقه می‌زدند و ساز می‌نواختند تا آن‌ها را تشویق کنند. در این میان اگر یکی از افراد حلقه به بازیکنان مشاوره می‌داد او را به جنگ می‌طلبیدند. این رسم موجب پیدایش این قانون شده که: در صورتی که داور پس از صدور دستور یا امتیاز دهی با اعتراض بازیکنی مقابل شود، باید به تصاویر ضبط شده مراجعه کند وگرنه بازیکن مجاز است با او درگیر شود. در صورتی که بازیکن اشتباه کرده باشد از مسابقات حذف خواهد شد.
کاپوئرا دارای مجموعه‌ای از نشست‌ها و فعل و انفعال‌های بدنی است که در یک جریان بدون توقف به یکدیگر متصل می‌شوند، در این راستا، کاپوئراکار با حالتی رقصان‌گونه هم ضربه می‌زند، هم عقب‌نشینی کرده و از برخورد اجتناب می‌کند و هم بدون وقفه حرکت می‌کند. مجموعهٔ این جهات مانند برخی فنون رزمی چینی به این سبک یک ویژگی غیرقابل پیش‌بینی و انعطاف‌پذیری در برابر حملات مهاجم را می‌بخشد.
کاپوئرا هم به عنوان یک بازی و هم روشی برای تمرین استفاده می‌شود. حرکات کاپوئرا در برخی مبارزه‌های رزمی شبیه‌سازی می‌شود. می‌توان این روش را در هر جایی بازی کرد. در طول بازی بیشتر از حرکاتی که مختص کاپوئرا است استفاده می‌شود. کاپوئیریست‌ها به‌طور معمول از اجرای ضربات مشت (دست) یا ضربهٔ آرنج خودداری می‌کنند، مگر این‌که بازی یا رقابت بسیار تهاجمی باشد. تمرکز بازی روی ناک‌اوت کردن یا شکست دادن حریفان نیست، بلکه بیشتر بر روی گفت وگوی بدنی و برجسته کردن مهارت‌ها تمرکز دارد.

## ثبت در یونسکو
کاپوئرا در ۲۶ نوامبر ۲۰۱۴ به عنوان «میراث فرهنگی ناملموس» توسط یونسکو به رسمیت شناخته شد.